# Norway (Míchigan)
Norway es una ciudad ubicada en el condado de Dickinson en el estado estadounidense de Míchigan. En el Censo de 2010 tenía una población de 2845 habitantes y una densidad poblacional de 124,73 personas por km².

## Geografía
Norway se encuentra ubicada en las coordenadas 45°48′21″N 87°55′00″O / 45.80583, -87.91667. Según la Oficina del Censo de los Estados Unidos, Norway tiene una superficie total de 22.81 km², de la cual 22.59 km² corresponden a tierra firme y (0.94%) 0.21 km² es agua.

## Demografía
Según el censo de 2010, había 2845 personas residiendo en Norway. La densidad de población era de 124,73 hab./km². De los 2845 habitantes, Norway estaba compuesto por el 97.4% blancos, el 0.04% eran afroamericanos, el 0.84% eran amerindios, el 0.18% eran asiáticos, el 0% eran isleños del Pacífico, el 0.18% eran de otras razas y el 1.37% pertenecían a dos o más razas. Del total de la población el 1.41% eran hispanos o latinos de cualquier raza.